# Santa Catalina La Tinta
Santa Catalina La Tinta (auch nur La Tinta genannt) ist ein Ort in Guatemala und Verwaltungssitz der gleichnamigen Großgemeinde (Municipio) im Departamento Alta Verapaz. In dem 196 km² großen Municipio leben rund 30.000 Menschen, in La Tinta etwa 3.000.

## Geographie
Der Ort Santa Catalina La Tinta liegt im Süden von Alta Verapaz auf etwa 200 m Höhe. Das Municipio erstreckt sich zwischen der Sierra de Chamá im Norden und der Sierra de las Minas im Süden im Tal des Río Polochic. Das Klima im Tal ist vom tropischen Tiefland Izabals beeinflusst, in den Berggebieten ist es gemäßigter.
Das Municipio grenzt im Westen an die Gemeinde Tucurú, im Norden an Senahú, im Osten an Panzós, im Süden und Südwesten an die Departamentos Zacapa, El Progreso und Baja Verapaz.

## Geschichte
Das Dorf hieß in der Sprache der Pocomam Tuxilá. In Tuxilá hatten katholische Mönche der Diözese Verapaz einen Konvent. 1863 begann mit dem Händler Heinrich Rudolf Dieseldorff die Einwanderung von Deutschen nach Alta Verapaz. Präsident Justo Rufino Barrios Auyón (1873–1885) förderte die Ansiedelung Deutschstämmiger, stattete sie mit Privilegien aus, ließ Ejidoland enteignen, die vormaligen Pächter wurden Knechte. Die Indigenas von Tuxilá wohnten im Barrio La Línea, im Barrio Campo Nuevo und in der Aldea Sacsuhá. Dieseldorff hatte die Finca Chipoc bei Cobán erworben und betrieb in Tuxilá eine Fabrik, in welcher aus Indigofera Indigo-Farbe produziert wurde. Am 14. August 1896 ließ er sich die Finca Rústica # 12 in das Grundbuch von Alta Verapaz eintragen und bezeichnete sie als Aldea La Tinta. Der Name bezog sich auf den blauen, tintenartigen Farbstoff, den man allgemein nur La Tinta nannte. Eine in der Nähe liegende Siedlung wurde bereits 1770 unter dem Namen Santa Catalina erwähnt.
1890 befand sich nahezu die gesamte Kaffeeproduktion der Gegend in deutschen Händen. Die Arbeiter der Fincas wurden mit Geld bezahlt, das ihre deutschen Arbeitgeber selbst emittierten und das nur bei den Handelsbetrieben der jeweiligen Fincas selbst oder anderen ausgewählten Läden Gültigkeit besaß. Auf diese Weise wurde Alta Verapaz zu einem fast eigenständigen Wirtschaftsgebiet in Guatemala. Wegen der Bedürfnisse der exportorientierten Wirtschaft wurde mit deutschem Kapital und Fachwissen die Infrastruktur der Region verbessert: es entstand unter anderem die Eisenbahngesellschaft Ferrocarril Verapaz y Agencia del Norte Limitada. Sie betrieb im Polochic-Tal zwischen Tucurú und dem Binnenhafen bei Panzós eine für den Kaffee-Export sehr wichtige Bahnstrecke. Kaffee und Indigo-Fässer wurden vom Bahnhof Tuxilá über Panzos, den Izabal-See und den Río Dulce zum Karibikhafen Livingston befördert und dann weiter nach Deutschland.
Jorge Ubico Castañeda wurde 1897 zum militärischen Beauftragten und 1906 zum Gouverneur von Alta Verapaz ernannt, wo er Erwin Paul Dieseldorff, einen Neffen von Rudolf Dieseldorff, kennenlernte. Er sorgte für die Durchsetzung bestehender Gesetze wie den Zwang zum Führen von Arbeitsbüchern und ergänzte diese um das Ley contra la vagancia, das Erwin Paul Dieseldorff, Cafetalero der Finca Santa Margarita, aus der Gesetzgebung des Deutschen Reichs für Deutsch-Südwestafrika übersetzt hatte.
Nach der Gründung von La Tinta wurde der Ort eine Aldea des Municipios Panzós. Langjährigen Bemühungen der Bürger von La Tinta ist es zu verdanken, dass die Regierung Guatemalas die Aldea am 11. November 1999 aus Panzós ausgliederte und zum Municipio erhob. Bei dieser Gelegenheit wurde offiziell der Name Santa Catalina La Tinta festgelegt.

## Bevölkerung
Ursprünglich war die Gegend von Pocomam besiedelt. Mit Gründung der Indigo-Fabrik durch die Dieseldorffs wurde der erhöhte Arbeitskräftebedarf zunächst aus dem benachbarten Tucurú gedeckt, in dem hauptsächlich Pocomchí leben. Dann kamen weitere Zuwanderer aus San Pedro Carchá, bei denen es sich fast nur um Kekchí handelte. Deutsch- und Spanischstämmige vermischten sich mit ihnen, wodurch die Ladino-Volksgruppe entstand. Wegen der recht heterogenen Bevölkerungszusammensetzung wird neben Spanisch auch Kekchí und Pocomchí gesprochen.

## Wirtschaft und Verkehr
Der Verkehrsweg durch das Polochic-Tal zum Izabal-See und weiter zur Karibik gehörte einst zu den bedeutendsten Handelswegen in Guatemala. Daher lag La Tinta lange Zeit sehr günstig. Dies änderte sich jedoch mit dem Bau der Atlantikfernstraße CA 9, die von Guatemala-Stadt etwas weiter südlich durch das Tal des Río Motagua bis nach Puerto Barrios führt. Santa Catalina La Tinta liegt heute abseits der wichtigsten Verkehrsachsen. Bei El Rancho zweigt von der Atlantikfernstraße CA 9 die sehr gut ausgebaute Fernstraße CA 14 nach Norden in Richtung Alta Verapaz ab. In dessen südlichstem Municipio Tactic, bei San Julian, führt die kurvige und teilweise nicht asphaltierte Nationalstraße 7 nach Osten durch das Polochic-Tal bis nach Izabal. Auf diesem Weg sind es rund 245 km nach Guatemala-Stadt und knapp 100 km nach Cobán, der Hauptstadt von Alta Verpaz. Auf regionaler Ebene ist La Tinta weiterhin ein bedeutendes Handelszentrum im Polochic-Tal. Jeweils dienstags und donnerstags findet ein großer Markt statt. Wichtigster Wirtschaftszweig ist die Landwirtschaft, insbesondere der Anbau von Kaffee, Kardamom, Mais und Bohnen.